# Albizia niopoides
Albizia niopoides é uma árvore nativa não endêmica do Brasil.
Ela é conhecida no Brasil pelos nomes populares  angico-branco: na Bahia, em Mato Grosso e no Rio Grande do Sul; em Mato Grosso do Sul: angico-branco, farinha-seca e mulateira; em Minas Gerais: frango-assado; no Paraná: farinha-seca e frango-assado; no Rio Grande do Sul: angico-pururuca; e no Estado de São Paulo: canela-de-corvo, coxa-de-frango, farinha-seca, farinha-seca-de-mico, manga-do-mato e pé-de-frango. Seus nomes populares em outros países são  na anchico blanco na Argentina; jebió na Bolívia; guacamayo na Colômbia; wild tamarind em Granada (Caribe); tantacayo no Panamá; angico blanco e yvyrá ju no Paraguai; paspaco blanco no Peru; e hueso de pescado na Venezuela.

## Morfologia
As maiores árvores chegam a atingir 35 metros de altura e oitenta centímetros de diâmetro na altura do peito (DAP, 1,30 metros do solo); seu tronco é cilíndrico e reto com fuste chegando ao comprimento de doze metros.. Seus galhos são ramificados de modo bastante dicotômico; a casca possui cerca de onze milímetros de espessura, possui ritidoma amarelado, liso e pulverulento; suas folhas são compostas, alternas, bipinadas, com média de seis pares de pinas, cada uma com tamanho médio de sete centímetros de comprimento, cada pina com média de 23 pares de folíolos de tamanho médio de doze milímetros de comprimento; raque de tamanho médio de doze centímetros; suas flores medem cerca de cinco milímetros de comprimento, apresentam muitos estames soldados no tubo; apresenta inflorescência em panícula terminal ou lateral com muitos capítulos brancos com cerca de um centímetro de diâmetro; seu fruto é uma vagem achatada, castanho clara, com dimensões de 8 por 1,5 centímetros de comprimento e largura respectivamente; suas sementes possuem coloração castanha e formato elíptico.

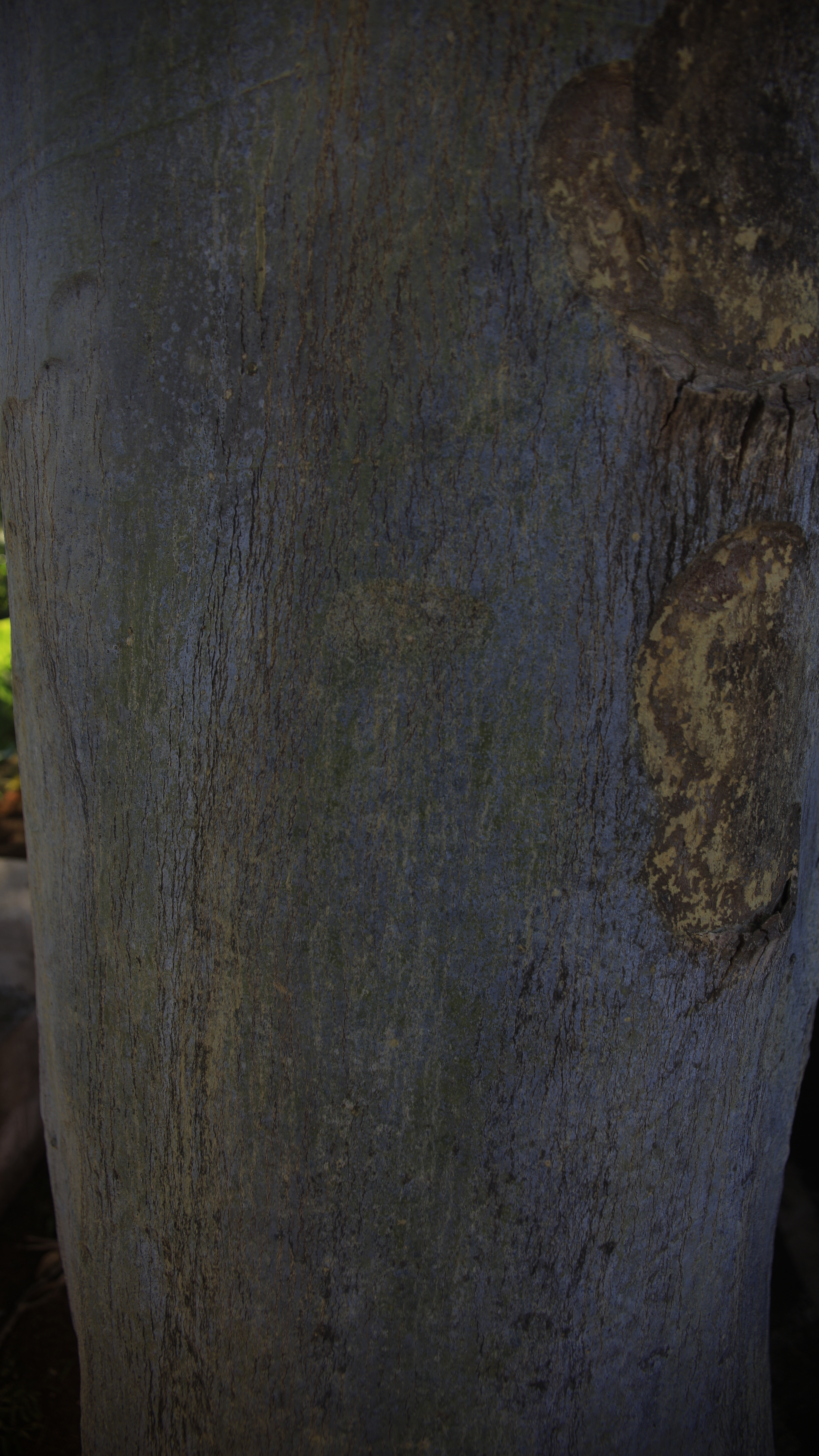
Tronco de A. niopoides.
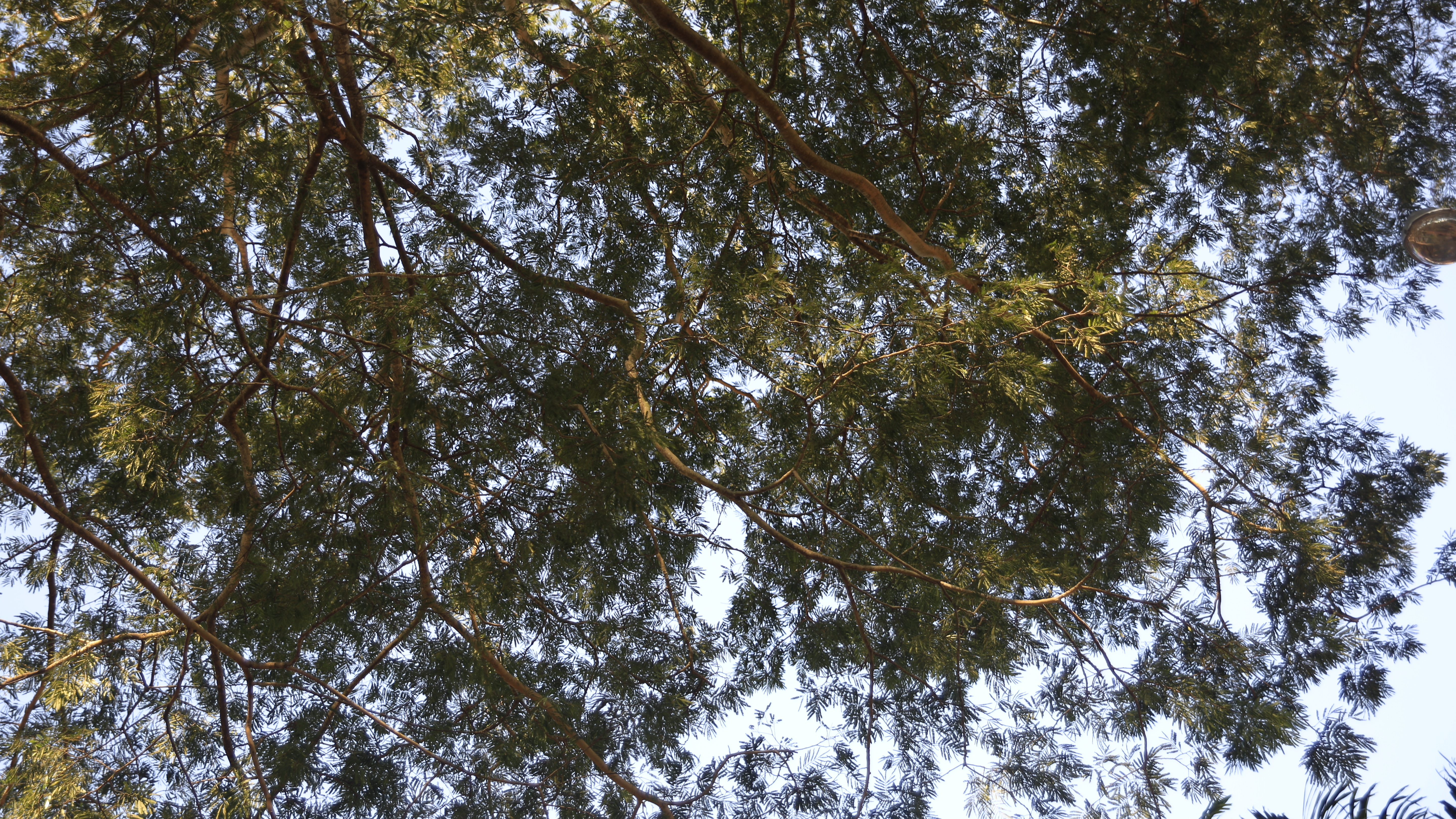
Copa de A. niopoides com folhas bipinadas um pouco mais detalhadas.

## Ecologia
Ela é uma árvore pioneira, decídua, heliófita, monoica.
A polinização ocorre por entomofilia, sobretudo por abelhas.
A dispersão de sementes [e autocórica e barocórica.

### Fenologia
Produz profusa quantidade de sementes viáveis por ano, floresce de outubro a janeiro e seus frutos ficam maduros de setembro a outubro junto com a queda total de suas folhas no estado de São Paulo. A floração e frutificação variam conforme a região.

## Distribuição geográfica
A. niopoides tem distribuição confirmada em quase todos os estados brasileiros, exceto em: Amazonas, Amapá, Rio Grande do Norte, paraíba, Pernambuco, Alagoas e Espírito Santo. Seus biomas de ocorrência confirmada são: Amazônia, Cerrado, Mata Atlântica e Pampa, em vegetações do tipo: Mata Ciliar ou Galeria, floresta de terra firme, Floresta Estacional Decidual, Floresta Estacional Semidecidual, Floresta Ombrófila, Floresta Ombrófila Mista.
Ocorre também nos países: Argentina, Bolívia, Colômbia, Costa Rica, México, Nicarágua, Paraguai, Peru e Venezuela.

## Madeira
Sua madeira possui densidade considerada média 750 kg/m³, textura grossa, grã ondulada ou entrelaçada, coloração amarelada; é macia ao corte, pouco compacta e de baixa resistência ao ataque de organismos xilófagos.